# معادلة تفاضلية خطية
في الرياضيات، المعادلة التفاضلية الخطية من الرتبة n هي معادلة من الشكل العام
{\displaystyle f_{n}(x)y^{(n)}+f_{n-1}(x)y^{(n-1)}+\cdots +p_{1}(x)y^{\prime }+f_{0}(x)y=G(x)\qquad }
حيث {\displaystyle f_{i}(x)\!} و {\displaystyle {G(x)}\!} هي توابع (أو دالات) معلومة وحيث {\displaystyle p_{n}(x)\neq 0}، و{\displaystyle y(x)\!} هو تابع مجهول وإيجاد هذا التابع هو بمثابة حل لهذه المعادلة حيث هنا يكمن محور بحث نظرية المعادلات التفاضلية بشكل عام.
وعندما تكون {\displaystyle G(x)=0\!} تسمى المعادلة حينئذٍ بالمتجانسة Homogeneous حيث إيجاد حل المعادلة المتجانسة هو خطوة أولى نحو الحل العام للمعادلة اللامتجانسة (مفصل في الأسفل).
عندما تكون المعاملات {\displaystyle p_{i}(x)\!} مجرد أعداد نقول أن المعادلة هي ذات معاملات ثابتة.

## مؤثر تفاضلي خطي
ممكن كتابة المعادلة بواسطة المؤثر: {\displaystyle \ L={\frac {d^{n}}{dx^{n}}}+p_{n-1}{\frac {d^{n-1}}{dx^{n-1}}}+\dots +p_{0}} بحيث ان:
{\displaystyle \ L[y]=({\frac {d^{n}}{dx^{n}}}+p_{n-1}{\frac {d^{n-1}}{dx^{n-1}}}+\dots +p_{0})y}
وبالتالي يمكن كتابة المعادلة بالصورة الاتية: {\displaystyle \ L\left[y\right]=q(x)}. المعادلة تسمى «خطية» لان المؤثر هو خطي: {\displaystyle \ L\left[\lambda _{1}y_{1}+\lambda _{2}y_{2}\right]=\lambda _{1}L\left[y_{1}\right]+\lambda _{2}L\left[y_{2}\right]}.
لان هذا المؤثر التفاضلي يعبّر عن مشتقات، وصفاته الخطية تنبع من قواعد الاشتقاق. من هنا نتسنتج انه إذا كان  {\displaystyle v(x)} و {\displaystyle u(x)} حلول للمعادلة التفاضلية المعطاة، فان {\displaystyle v(x)+u(x)} هو أيضا حل، وأيضا  {\displaystyle c_{1}v(x)+c_{2}u(x)} أيضا حل (بحيث ان {\displaystyle c_{1},c_{2}} هي ثوابت اختيارية. كما ذكرنا إذا كان {\displaystyle \ q(x)\equiv 0} المعادلة تسمى متجانسة'.

## حل المعادلة التفاضلية
فيما يخص المعادلة التفاضلية المتجانسة مجموعة الحلول تشكّل فضاء متجهي، نبحث عن قاعدة من هذه الحلول.أي مجموعة دوال {\displaystyle \ y_{1},\dots ,y_{n}} يمكن كتابة كل حل للمعادلة بصورة خطية بواسطة الحلول : {\displaystyle \ y=c_{1}y_{1}+\dots +c_{n}y_{n}}. بحيث {\displaystyle \ c_{1},\dots ,c_{n}} ثوابت اختيارية، «حل عام للمعادلة المتجانسة».
إذا يكفي ان نبحث عن الحلول {\displaystyle \ y_{1},\dots ,y_{n}} لنجد الحل العام.
لمعادلة خطية غير متجانسة {\displaystyle \ L\left[y\right]=q(x)} الميّزة ان الفرق بين حلّين يعطينا حل للمعادلة المتجانسة {\displaystyle \ L\left[y\right]=0}. أي أن، إذا {\displaystyle \ L\left[y_{1}\right]=L\left[y_{2}\right]=q(x)} إذا ينتج {\displaystyle \ L\left[y_{1}-y_{2}\right]=L\left[y_{1}\right]-L\left[y_{2}\right]=q(x)-q(x)=0}. ومن هنا نتنج صفة مهمة لمعادلة خطية غير متجانسة:
إذا إذا كان {\displaystyle \ y} حل عام للمعادلة الغير متجانسة، و {\displaystyle \ y_{p}} هو حل خاص لها، إذا {\displaystyle \ y-y_{p}}, مثلما اوضحنا، هو حل للمعادلة المتجانسة.
وبنصّ آخر، باختصار الحل العام للمعادلة الغير متجانسة عبارة عن :{\displaystyle \ y=y_{p}+y_{H}}
{\displaystyle \ y_{p}} حل خاص للغير متجانسة
{\displaystyle \ y_{H}} حل عام للمتجانسة

## حل المعادلة التفاضلية المتجانسة ذات المعاملات الثابتة
هذه المعادلة هي من الشكل
{\displaystyle p_{n}y^{(n)}+p_{n-1}y^{(n-1)}+\cdots +p_{1}y^{\prime }+p_{0}y=0}
وتحل باستخدام الوسيط
{\displaystyle y=e^{\lambda }\!}
فنحصل على معادلة جبرية من الشكل
{\displaystyle {p_{n}\lambda ^{n}+p_{n-1}\lambda ^{n-1}+\cdots +p_{1}\lambda +p_{0}=0}}
لها عدد n من الحلول
{\displaystyle \lambda =s_{0},s_{1},\dots ,s_{n-1}}
يقابلها نفس العدد من الحلول للمعادلة التفاضلية
{\displaystyle y_{i}(x)=e^{s_{i}x}}
من الممكن برهنة أن هذه الحلول مستقلة خطياً. فيكون الحل العام للمعادلة التفاضلية المتجانسة ذات المعاملات الثابتة من الشكل
{\displaystyle y_{H}(x)=C_{0}(x)y_{0}(x)+C_{1}(x)y_{1}+\cdots +C_{n-1}(x)y_{n-1}}
حيث{\displaystyle C_{i}(x)\!} قد تكون أعدادا أو دالات.

## حل المعادلة التفاضلية اللامتجانسة ذات المعاملات الثابتة
{\displaystyle p_{n}y^{(n)}+p_{n-1}y^{(n-1)}+\cdots +p_{1}y^{\prime }+p_{0}y=q(x)\!}

## تمثيلات أخرى
أحياناً قد يمثل الشكل العام للمعادلة بطريقة أخرى حيث نستبدل المعامل التفاضلي من الرتبة {\displaystyle i} بالرمز {\displaystyle D^{i}} أي
{\displaystyle y^{(i)}={\frac {d^{i}y}{dx^{i}}}=D^{i}y\!}
وتصبح المعادلة كالتالي
{\displaystyle (p_{n}(x)D^{n}+p_{n-1}(x)D^{n-1}+\cdots +p_{1}(x)D+p_{0}(x))y=q(x)}
أو
{\displaystyle \sum _{i=0}^{n}p_{i}(x)D^{i}y=q(x)\!}